# Frederic Thompson

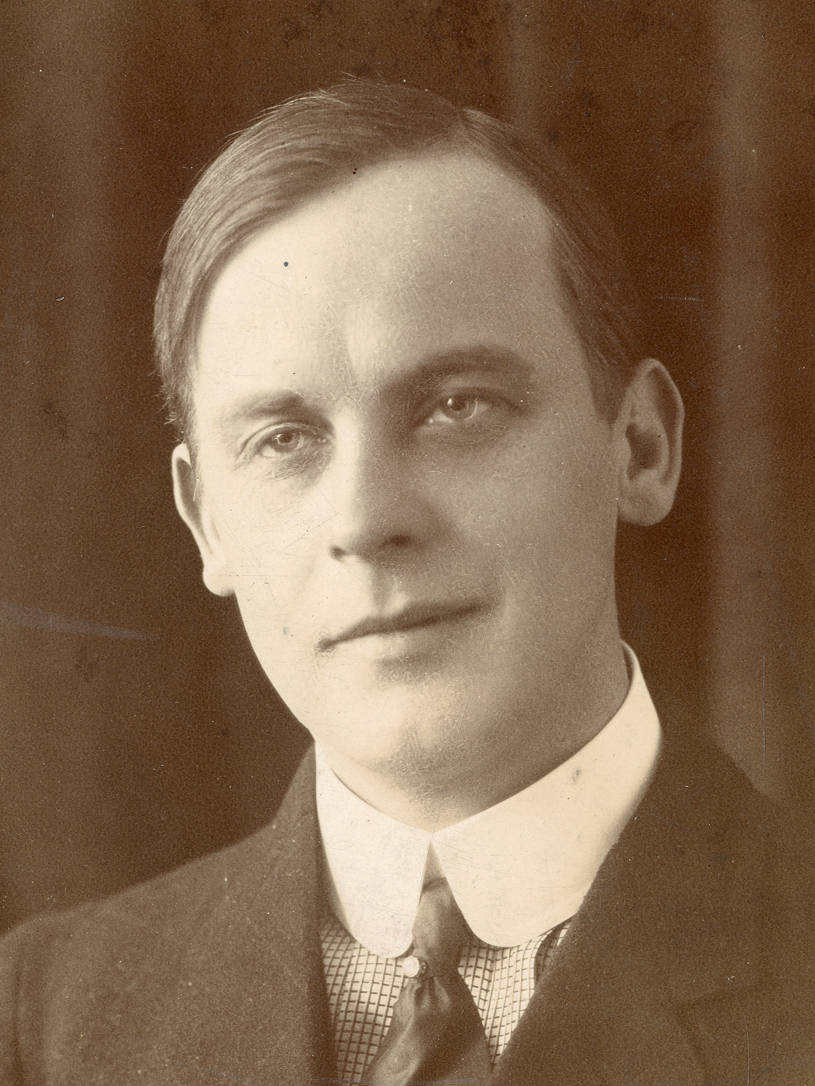
Frederic Williams Thompson (1909)

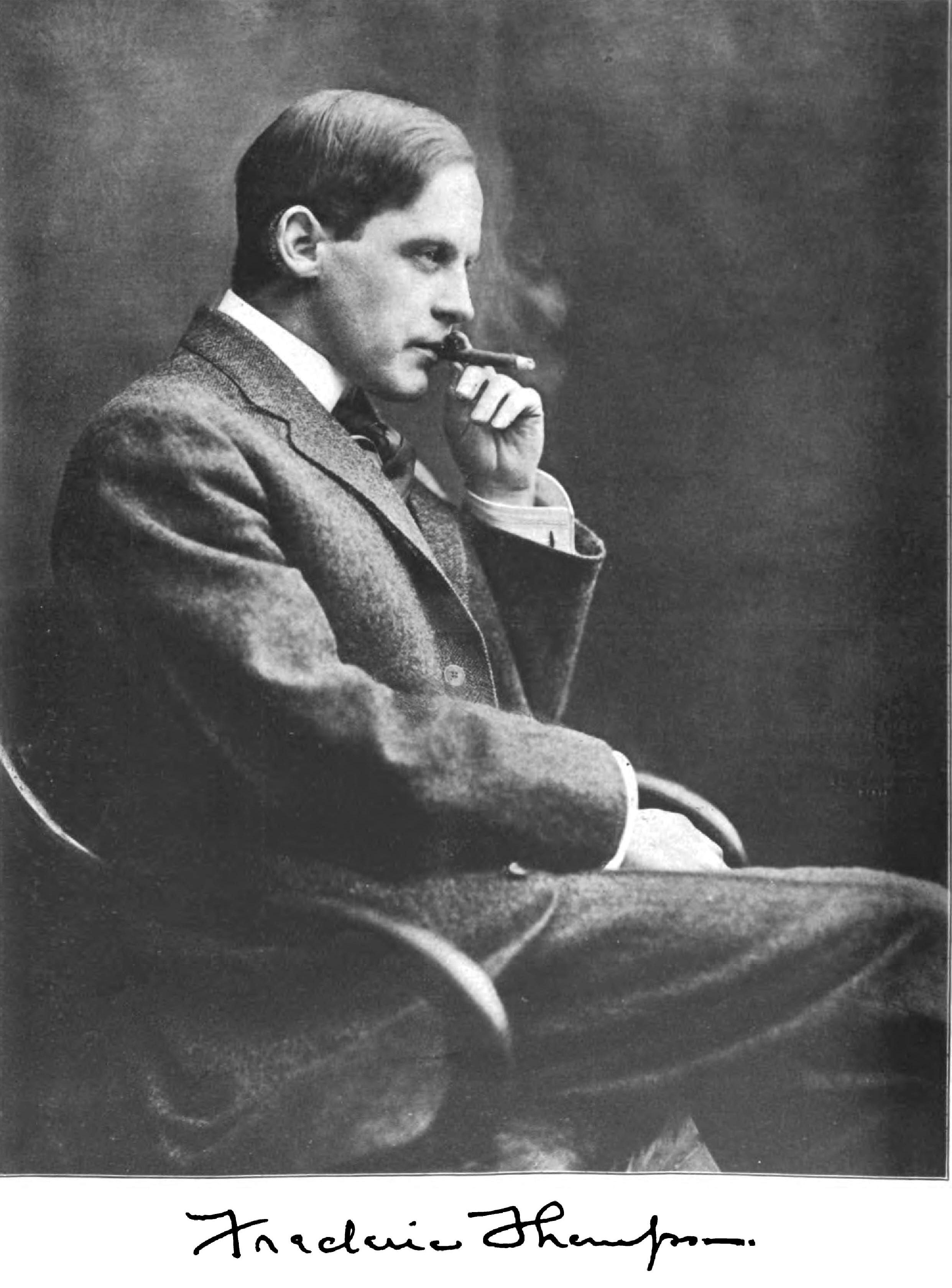
Frederic Williams Thompson (1908)

Frederic Williams Thompson, in der Öffentlichkeit wurde sein Vorname auch auf Fred verkürzt,  (* 31. Oktober 1873 in Ironton, Ohio, Vereinigte Staaten; † 6. Juni 1919 in Manhattan, New York City) war ein US-amerikanischer Architekt, Ingenieur, Erfinder und Schausteller.

## Frühes Leben
Thompson wurde an Halloween am 31. Oktober 1873 in Ironton, Ohio geboren. Sein Vater war ein Ingenieur und hatte oft wechselnde Jobs und Einsatzorte, um immer neue und bessere Tätigkeiten zu finden. Konflikte mit seinen Eltern führten dazu, dass er mehrfach versuchte seine Schule abzubrechen, was ihm 1887 auch schließlich gelang. Schon früh zeigte er Interesse am Zeichnen und bewies darin seine Fähigkeiten eine Zeit lang im Architekturbüro seines Onkels in Nashville, Tennessee.

## Verschiedene Jobs
1891 gründete Thompson sein erstes Unternehmen und handelte dort mit Baumaterialien, Stahl und Möbel, die er an örtliche Bauunternehmer verkaufte. Dieses Geschäft war für ihn sehr lukrativ, denn er konnte damit bis zu 1500 Dollar pro Monat verdienen. Im Alter von 20 Jahren reiste Thompson dann zur World’s Columbian Exposition, einer Weltausstellung, die 1893 in Chicago stattfand. Er erhoffte sich dort einen guten Job zu finden. Doch mehr als eine Stelle als Hausmeister für eine große Maschinenausstellung war für ihn dort anfangs nicht zu finden. Seine Fähigkeit die Ausstellung reibungslos am Laufen zu halten, brachte ihm aber schließlich die Leitung der Ausstellung ein. Da die nächste internationale Ausstellung, die Tennessee Centennial and International Exposition von 1897 noch nicht begonnen hatte, arbeitete er zunächst für 15 Dollar pro Woche als Zeichner. 1896 schrieb dann die Stadt Nashville einen Wettbewerb für Architekten aus, in dem Pavillons und Gebäude für die anstehende Ausstellung entworfen und gestaltet werden sollten. Seine Fantasie und Kreativität in seinen Entwürfen brachten ihm ein Preisgeld von 2500 Dollar ein und ein erster Versuch mit dem Giant See-Saw ein Fahrgeschäft zu entwerfen, wurde zu einer Besonderheit der Ausstellung.

## Arbeit als Schausteller
Obwohl Thompson keine Erfahrung als Schausteller hatte, übergab ihm sein Onkel eine scheiternde Attraktion auf der Tennessee Centennial & International Exposition, namens Blue Grotto. Thompson stellte fest, dass der aus Pappmache erstellte Nachbau der Capri-Grotte wenig spannend und auch nicht witzig war. Um die Attraktion zu steigern nutze er einen Edison Recording Cylinder anstatt einem Marktschreier. Er stellte das Gerät auf einen rotieren Plattenteller und ließ die wunderbare neue sprechende Maschine die Gäste anlocken. Seine Aktion rettete die Blue Grotto vor dem Bankrott.
Durch seinen Erfolg ermutigt, suchte er nach weiteren Herausforderung als Schausteller. Auf der 1898 stattfindenden Trans-Centennial Exposition in Omaha trat Thompson dann mit einem Cyklorama namens Darkness and Dawn auf, die eine Illusion von Himmel und Hölle verkörperte. Elmer Scipio Dundy der später mit Thompson zusammenarbeite würde, war hier noch Thompsons Konkurrent und verlor Geld mit seinen Ausstellungen The Mystic Garden und Havana and the Main in Konkurrenz zu Darkness and Dawn.

## Studium
Von Januar 1899 bis Oktober 1900 besuchte Thompson Studienkurse an der Art Students League of New York. Er studierte bei dem Künstler und Illustrator Walter Appleton Clark, bei dem Künstler George Brant Bridgman der Anatomie lehrte, dem Porträt- und Figurenmaler Frederick Dielman und dem Maker und Illustrator Kenyon Cox. Während Thompson in seinem Atelier in der 26th Street daran arbeitete Darkness and Dawn weiterzuentwickeln und zu perfektionieren, kam ihm die Idee für die Attraktion Trip to the Moo.

## Karriere als Schausteller
Als Thompson sich im Sommer 1900 für eine Konzession für die Pan-American Exposition, die im Jahr 1901 in Buffalo, New York stattfinden sollte, bewarb, stellte er fest, dass sein Konkurrent Dundy seine Attraktion von Darkness and Dawn kopiert hatte und bereits eine Konzession für die Ausstellung dafür besaß. Thompson war darüber verärgert, unterbreitete aber Dundy das Angebot, seine Idee Trip to the Moon gemeinsam mit ihm zu entwickeln und zu realisieren, unter der Bedingung, dass er Teilhaber an Dundy's Darkness and Dawn Konzession werden konnte. Dundy erkannte den Vorteil für sich und stimmte zu.
Als Partner machten sich beide einen Namen, indem sie in Buffalo die Cyklorama-Show mit dem Titel „A Trip to the Moon“ präsentierten, bei dem das Publikum auf einem großen Schiff mit riesigen Flügeln auf einen imaginären Flug zum Mond mitgenommen wurde. Obwohl die Szenerie auf einer beweglichen Leinwand gemalt war, entstand die Illusion in den Weltraum und zum Mond zu reisen.

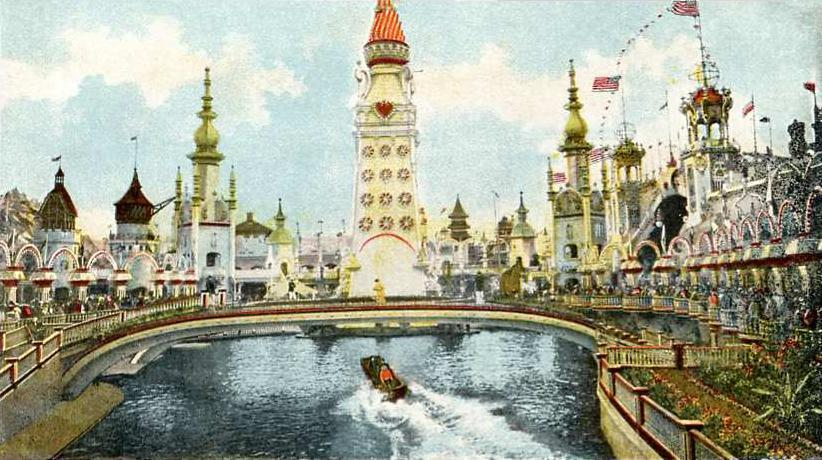
Luna Park

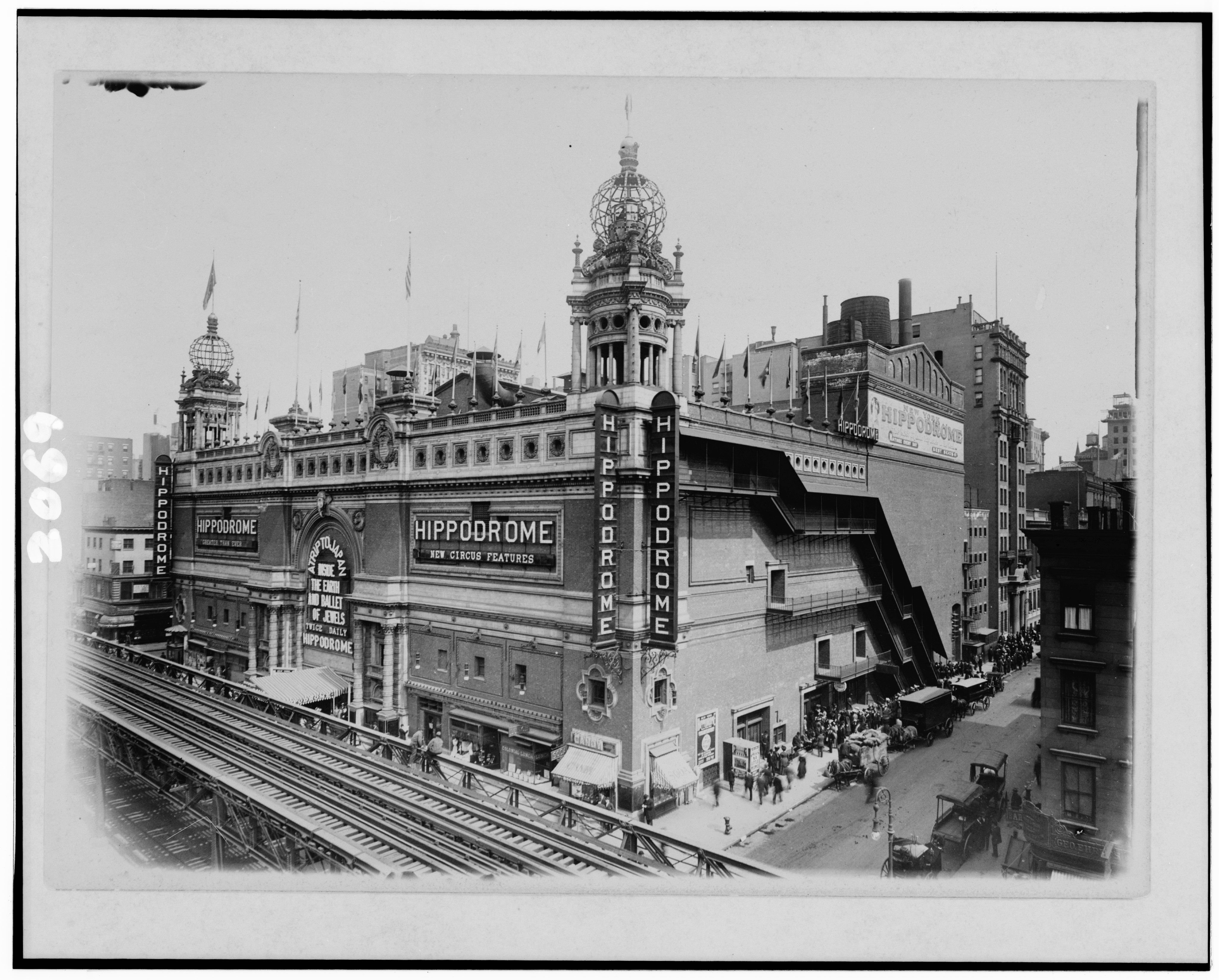
Hippodrome Theatre

Neben ihren Attraktionen A Trip to the Moon und Heaven and Hell betrieben Thompson und Dundy eine Riesenwippe, die Old Plantation und mehrere andere Fahrgeschäfte auf der Pan-American Exposition. Ein Jahr später pachteten sie ein Gelände in New York City und eröffneten 1903 den Luna Park. Von dem Erfolg des Parks überzeugt, unterstützten Geldgeber eine neue Idee von Thompson und Dundy, das Hippodrome Theatre in New York City. Thompson entwarf das Aussehen und die Struktur des Gebäudes und im Juli 1904 begannen die Bauarbeiten. Am 12. April 1905 war bereits die Eröffnung. Thompson und Dundy ergänzten sich in ihrer Arbeit. Während sich Thompson auf das Showgeschäft konzentrierte, kümmerte sich Dundy sich um die Finanzierungen, beide im gegenseitigen Vertrauen zueinander. Aber Thompson fing an zu trinken und Dundy verfiel dem Glücksspiel und Frauen.
Thompson heiratete am 29. Februar 1906 die Schauspielerin Mabel Taliaferro und wollte aus ihr einen Star machen. Aus blinder Liebe zu ihr stürzte er sich kopfüber in eine Theaterproduktion für sie und vernachlässigte dabei seine Arbeit im Bereich des Vergnügungsparks. Als Dundy am 5. Februar 1907 plötzlich verstarb, verlor Thompson das letzte Korrektiv für sich. Er verschwendete enorm viel Geld und sein Alkoholproblem begann sich zu verschlimmern. 1911 ließen sich Thompson und Taliaferro scheiden. Seine finanziellen Probleme stiegen und so musste Thompson 1912 Privatkonkurs anmelden. Er verlor den Luna Park und das Hippodrome Theatre und fand schließlich eine Stelle als Manager bei den Theaterveranstaltern Klaw und Erlanger in Manhattan. 1913 heiratete er erneut und eröffnete 1915 auf der Panama-Pacific Exposition in San Francisco eine Ausstellung namens The Grand Toyland. Doch der Erste Weltkrieg (1914–1918) ließ das Interesse an spielerischer Illusionen, die er bot, nachzulassen und so wurde sein Geschäft ein Flop. Thompson war erneut Pleite. Freunde von ihm veranstalteten 1916 für ihn im Luna Park eine Benefizveranstaltung, die 30.000 Dollar einbrachte.
Von dem Geld wollten sie für ihn ein Haus bauen. Doch nur kurze Zeit später erkrankte Thompson an der sogenannten Bright's disease, musste 1918 und 1919 operiert werden und verstarb schließlich am 6. Juni 1919 in New York.